# Ratto di Ganimede (Correggio)

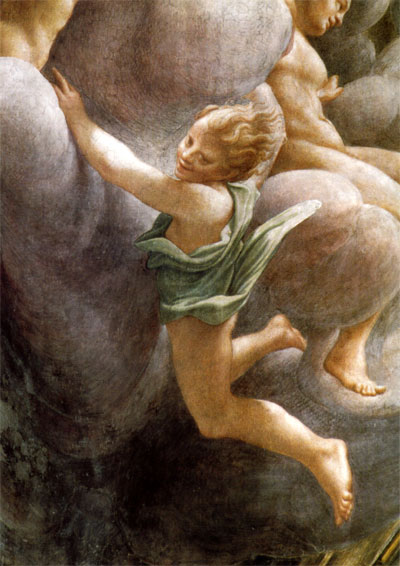
Un angelo della cupola del Duomo di Parma, da cui deriva la posa di Ganimede

Il Ratto di Ganimede è un dipinto a olio su tela (163,5x70,5 cm) di Correggio, databile al 1531-1532 circa e conservato nel Kunsthistorisches Museum di Vienna.
Fa parte di una serie realizzata per il duca di Mantova Federico II Gonzaga avente per tema gli amori di Giove.

## Storia
La serie degli Amori di Giove venne concepita dopo il successo riscosso dalla tela di Venere e Amore spiati da un satiro. L'artista fece in tempo ad eseguire quattro tele, accoppiabili a due a due per le dimensioni, e forse altre ne erano state programmate. La cronologia delle quattro tele è argomento alquanto controverso. Ciò che importa però è soprattutto il fondamentale contributo che esse diedero allo sviluppo della pittura a soggetto mitologico e profano, grazie al nuovo e straordinario equilibrio tra resa naturalistica e trasfigurazione poetica.
Nella prima edizione delle Vite (1550), Giorgio Vasari citò solo due delle opere del Correggio dedicate agli amori di Giove: la Leda (oggi alla Gemäldegalerie di Berlino) e la Venere (verosimilmente la Danae della Galleria Borghese di Roma), delle quali fece una descrizione piuttosto imprecisa. D'altronde, lo scrittore non conosceva tali opere se non attraverso le parole di Giulio Romano.
L'aretino riferì che tali dipinti vennero commissionati all'artista emiliano dal duca di Mantova Federico II Gonzaga, che intendeva farne dono al Carlo V: malgrado egli non faccia menzione del Ratto di Ganimede e di Giove e Io, dal fatto che queste due tele si trovassero in Spagna a metà del XVI secolo insieme all'altra coppia di dipinti, è possibile dedurre che facessero tutte parte di un unico ciclo.
Cecil Gould ipotizzò che il Gonzaga abbia commissionato le tele con Io e Ganimede per sé e che le abbia cedute all'imperatore solo quando questi, verosimilmente durante la visita del 1532, ebbe modo di vederle e apprezzarle, promettendogli di ottenergliene altri due (Danae e Leda); per Verheyen i quattro dipinti sarebbero stati realizzati dal Correggio per la sala di Ovidio in palazzo Te a Mantova e sarebbero passati a Carlo solo dopo la morte del duca Federico (1540), forse in occasione delle nozze di suo figlio, l'infante Filippo, con Maria Emanuela d'Aviz.
Tra il 1603 e il 1604 il dipinto venne fatto acquistare in Spagna da un intermediario di Rodolfo II d'Asburgo con il Cupido che fabbrica l'arco del Parmigianino, e portato a Praga. La tela è conservata a Vienna almeno dagli anni '10 del Seicento, quando, insieme alla Io, è menzionata in un inventario delle collezioni imperiali.

## Descrizione e stile
Secondo il mito greco, Ganimede era un bellissimo fanciullo troiano. Giove, innamoratosi di lui, prese le sembianze di un'aquila, lo rapì mentre era intento al pascolo sul monte Ida e lo condusse con sé sull'Olimpo, facendone il coppiere degli dei: mentre Senofonte leggeva nell'episodio l'allegoria morale della superiorità della mente sul corpo (il nome di Ganimede è formato dalle parole greche γάνυσθαι, "gioire", e μήδεα, "intelligenza"), per Platone il mito era stato inventato dai cretesi per giustificare le relazioni tra uomini adulti e ragazzi adolescenti, ma nel Rinascimento il ratto di Ganimede era arrivato a simboleggiare l'estasi dell'amore platonico, che "libera l'anima dai suoi legami fisici e la solleva a una sfera di beatitudine olimpica".
Quella di Correggio è la prima grande rappresentazione del mito dell'età moderna (contemporaneamente Michelangelo stava pensando allo stesso tema per la decorazione della cupola della Sagrestia Nuova della basilica fiorentina di San Lorenzo, ma non portò a compimento l'opera). Difficile dire quale interpretazione l'artista desse del mito: la sua versione del tema, pur estremamente sensuale, è piuttosto diretta; il cane serve a ricordare l'attività terrena e il fatto che la sua figura sia ritagliata sull'orlo inferiore della composizione crea un effetto di maggiore immediatezza. L'estremo realismo con cui è resa l'aquila, animale araldico presente nello stemma di casa Gonzaga e, al contempo, emblema dell'autorità imperiale, potrebbe essere interpretato come un omaggio del duca Federico a Carlo V.
L'iconografia rappresentò quindi per il Correggio una sfida per esibire la propria bravura. Se là si trattava di rappresentare la consistenza impalpabile di una nuvola, qui la difficoltà maggiore stava nel rappresentare convincentemente una figura in volo. Forse non c'era artista a questa data in Italia e all'estero che fosse più abile del Correggio per un compito siffatto. L'esperienza della decorazione della cupola di San Giovanni Evangelista e di quella del Duomo di Parma avevano fatto dell'artista un esperto in materia. Proprio dagli affreschi del Duomo è stato notato che deriva la figura del Ganimede, particolarmente da uno degli angeli efebici in volo sulle nuvole.
Rimane la delicatissima e solare invenzione figurativa del Correggio, giocata sulle tenere fattezze del Ganimede in volo, sulla sua fanciullesca ingenuità, sul mirabile giro – continuamente spostato – del punto di vista lungo la verticale della visione, e sui colori eccezionalmente preziosi. La tecnica infatti di sottili, calibratissime pellicole di colore conferma la datazione della scena agli stessi anni della Io.